# المنزلة (إشبيلية)

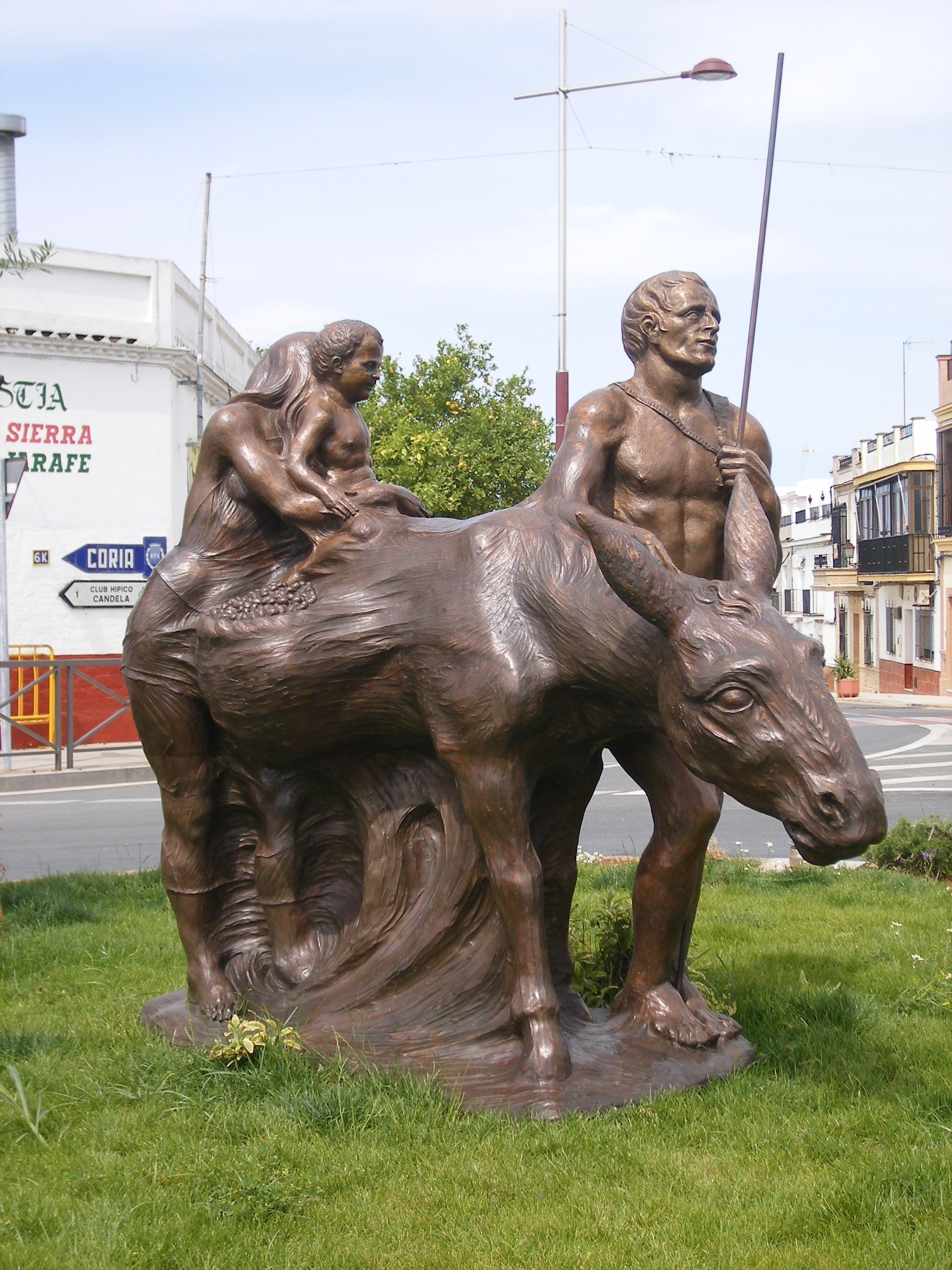
عمل نحت في المنزلة

الَمنزِلَة أو (نقحرة: المِنسيَّا) هي بلدية في إشبيلية في إسبانيا. في عام 2005 كان عدد سكانها 4534 نسمة. تبلغ مساحتها 14 كيلومتر مربع وكثافة سكانية 324. يقع على ارتفاع 45 مترًا ويبعد 15 كيلومترًا عن إشبيلية.
كان على البلدية في عام 2010 أعلى ديون من بين جميع البلديات في إسبانيا حيث وصلت إلى أكثر من 800٪ من الدخل السنوي المعلن. 